# Mordillage d'écorce de bouleau
Le mordillage d'écorce de bouleau (en ojibwé : mazinibaganjigan, pluriel : mazinbaganjiganan) est une forme d'art autochtone réalisée par les Anishinabés, particulièrement les Ojibwés, les Potéouatamis, les Outaouais, ainsi que les Cris et d'autres peuples algonquiens des régions subarctiques et des Grands Lacs du Canada et des États-Unis. Les adeptes de cet art mordent et perforent de petits morceaux d’écorce de bouleau pliés pour former des motifs complexes. Il s'agit d'une pratique artistique traditionnellement féminine.
Les artistes autochtones mordillaient l'écorce de bouleau pour se divertir en racontant des histoires et aux fins de créer des motifs pour l'ornementation en piquants de porc-épic et d'autres formes d'art. L'écorce ainsi mordillée pouvait être utilisée pour des recouvrements architecturaux[pas clair], des contenants à usage domestique, des canots d'écorce et des parchemins pictographiques. En outre, cet art peut servir à enseigner les mathématiques et à penser le théâtre et la dramaturgie.
Au XVIIe siècle, les Jésuites envoient des échantillons de cette forme d’art en Europe, où elle était jusqu’alors inconnue. Cette pratique est restée courante en Saskatchewan jusque dans les années 1950.

## Nom
Le mordillage de l'écorce de bouleau est également connu sous le nom de mazinashkwemaganjigan (-an) par les Ojibwés du Nord-Ouest de l'Ontario et njigan(-an) par les Ojibwés du Wisconsin. En français, cela peut se traduire par « mordillage de l'écorce de bouleau ».

## Processus
Les artistes choisissent des morceaux d'écorce de bouleau fins et flexibles, qui sont plus aisés à trouver au printemps. La récolte se fait de manière durable et dans le respect des arbres. En utilisant les canines pour mordre, la pression des morsures peut soit percer les morceaux d'écorce en un lacet, soit simplement rendre certaines zones plus fines pour permettre à la lumière de passer au travers. Si le morceau d'écorce est soigneusement plié, des motifs symétriques peuvent également y être réalisés.

## Usages
De nombreux motifs utilisés contiennent une signification symbolique et spirituelle pour les Ojibwés et autres tribus. Bien que la pratique ait presque disparu, il est estimé qu'une douzaine de pratiquants demeurent actifs au Canada et aux États-Unis, dont certains pratiquent cette forme d'artisanat dans d'autres usages que les traditionnels afin de faire connaître cette pratique ancienne. Les morsures d'écorce de bouleau peuvent être utilisées dans la narration, comme motifs pour l'ornementation de piquants de porc-épic et le perlage, ainsi que comme œuvres d'art finies. Les trous créés par la morsure sont parfois remplis de fils colorés pour créer des motifs tissés.

## Artistes connues
- Kelly Church, une artiste mordeuse d'écorce de bouleau et vannière de frêne noir potéouatamie-outaouaise-ojibwée
- Angelique Merasty (en), une artiste crie des bois mordeuse d'écorce de bouleau originaire du lac Amisk (en) en Saskatchewan (1924-1996)